# Nuzířov
Nuzířov je vesnice, část obce Malhostovice v okrese Brno-venkov v Jihomoravském kraji. Nachází se asi 1,5 km na severovýchod od Malhostovic, na okraji Bobravské vrchoviny. Vsí prochází silnice II/379. Žije zde 161 obyvatel. Katastrální území Nuzířova má rozlohu 3,17 km².

## Název
Název vesnice byl odvozen od osobního jména Nuzíř (přezdívky nuzného člověka) a znamenalo "Nuzířův majetek". Od konce 15. do počátku 20. století se jméno vlivem místního nářečí psalo jako Nuřízov či Nořízov, výjimečně i Nozířov. Teprve roku 1924 byl stanoven návrat k původní podobě Nuzířov.

## Historie
První písemná zmínka o vsi je z roku 1349. Součástí Malhostovic je Nuzířov od roku 1964.

## Obyvatelstvo
| Rok            | 1869 | 1880 | 1890 | 1900 | 1910 | 1921 | 1930 | 1950 | 1961 | 1970 | 1980 | 1991 | 2001 | 2011 | 2021 |
| -------------- | ---- | ---- | ---- | ---- | ---- | ---- | ---- | ---- | ---- | ---- | ---- | ---- | ---- | ---- | ---- |
| Počet obyvatel | 168  | 164  | 157  | 155  | 164  | 168  | 187  | 182  | 188  | 179  | 171  | 149  | 147  | 151  | 161  |
| Počet domů     | 21   | 22   | 22   | 24   | 25   | 29   | 37   | 40   | 41   | 43   | 43   | 46   | 49   | 55   | 59   |

Vývoj počtu obyvatel

## Pamětihodnosti
- Smírčí kámen

## Galerie

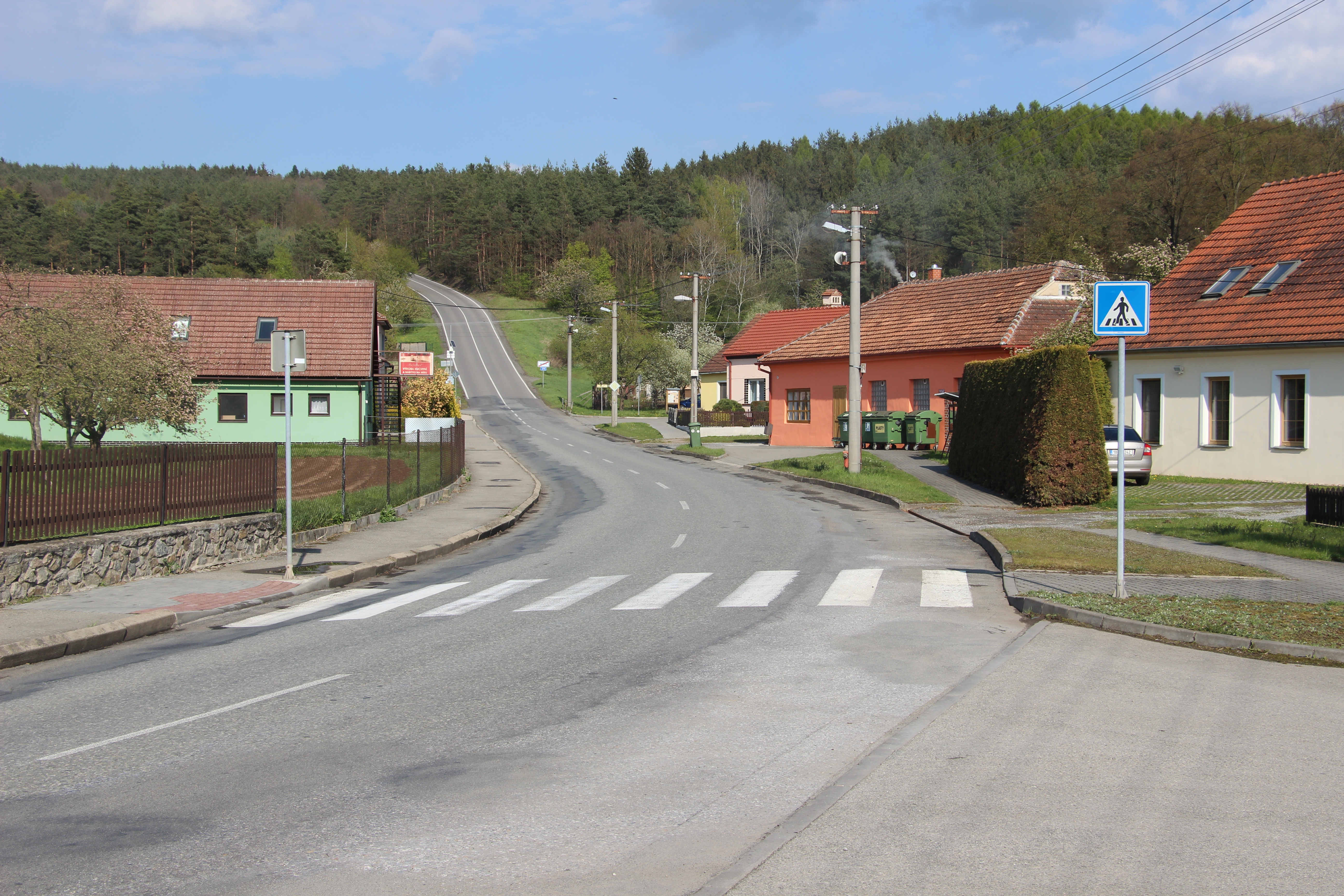
Hlavní ulice
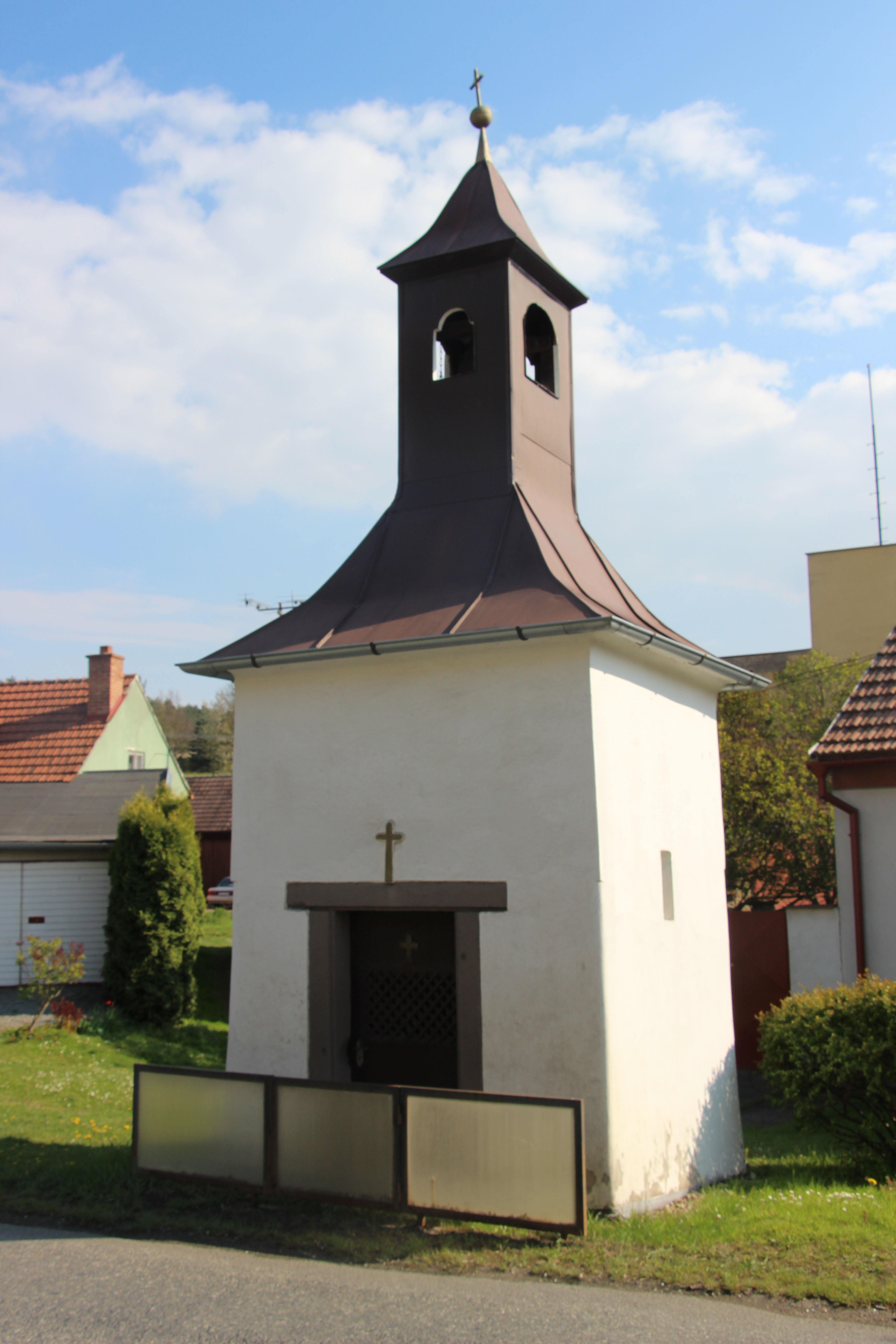
Zvonice
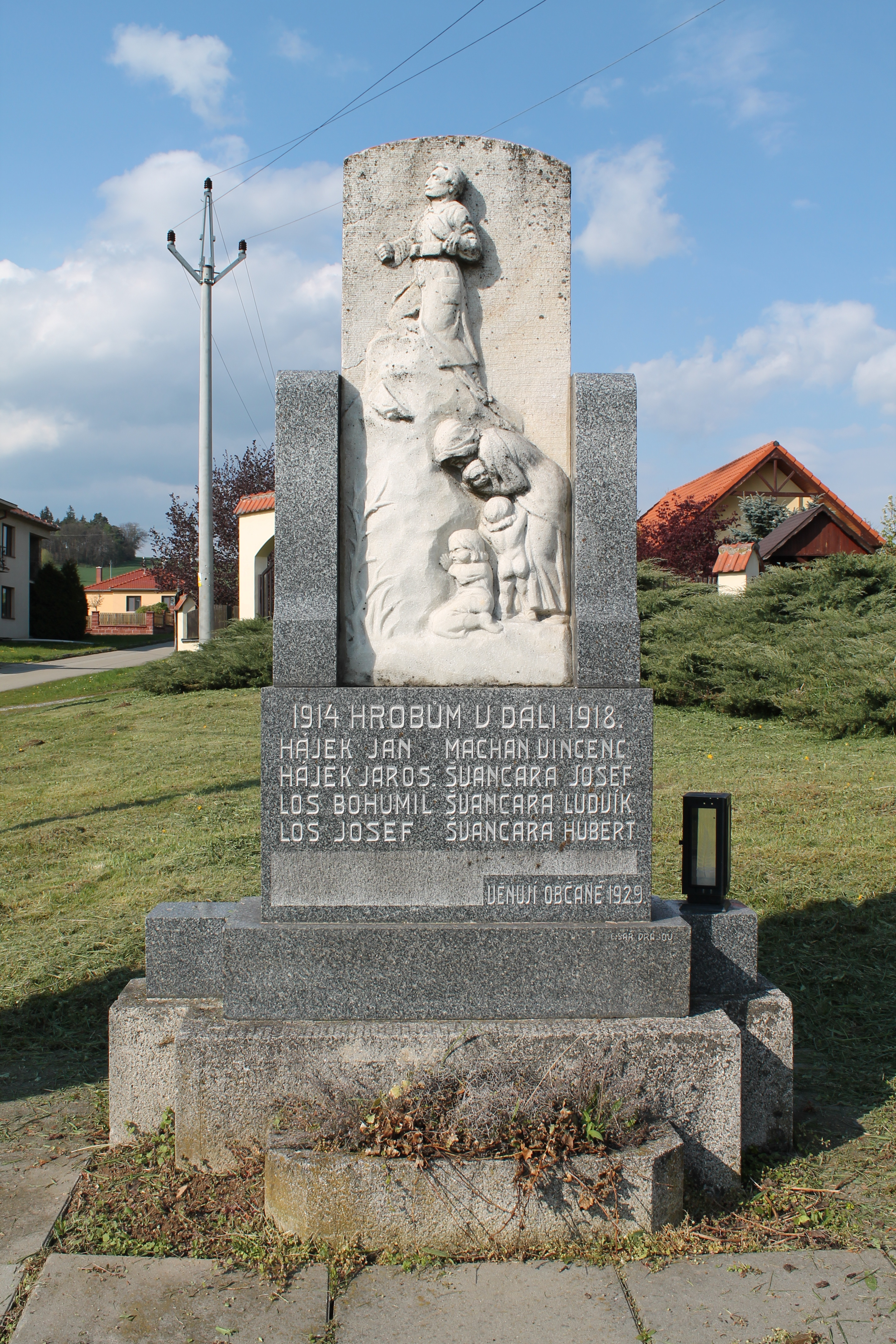
Pomník padlým
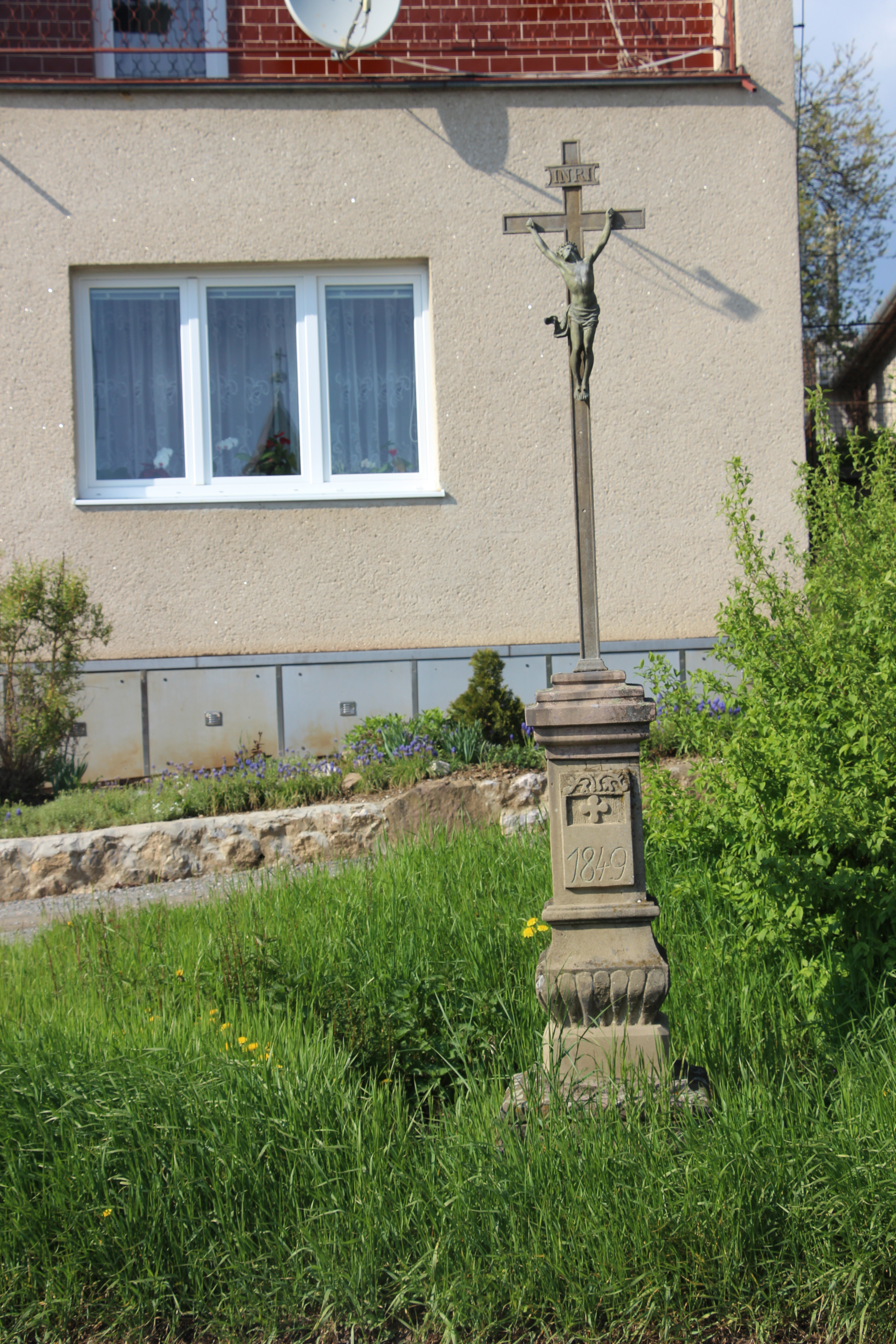
Kříž na návsi
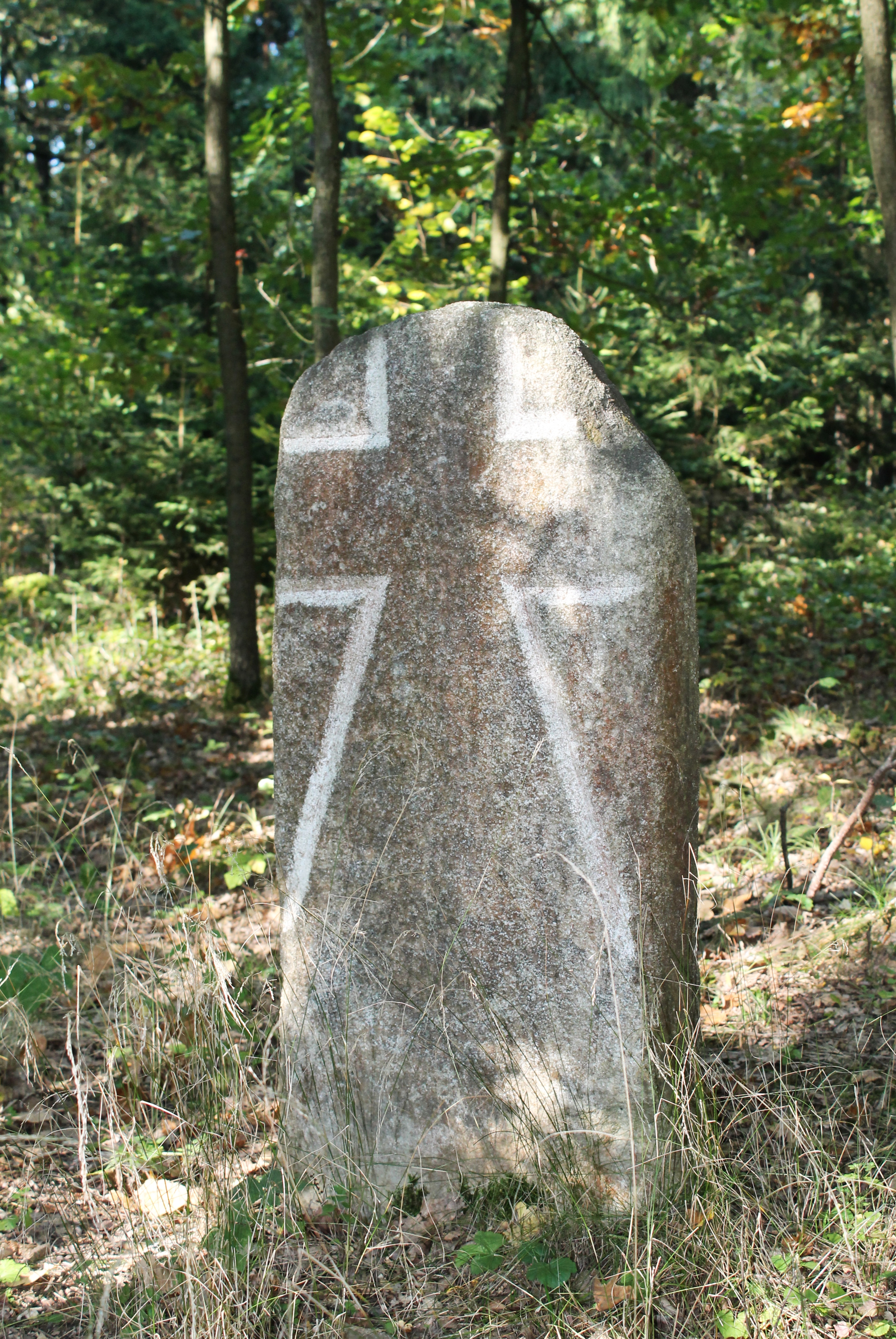
Smírčí kámen